# 莱苏萨
莱苏萨，是西班牙卡斯蒂利亚-拉曼恰自治区阿尔瓦塞特省的一个市镇。 总面积361km², 总人口1701人（2001年），人口密度5人/km²。